# Stöfler (hố)
Stöfler là một hố Mặt Trăng lớn (hố va chạm) nằm ở vùng cao phía nam. Hố được đặt tên theo sau nhà thiên văn học và toán học người Đức thế kỷ 15 và 16 Johannes Stöffler. Hố nằm ở phía tây của hố Maurolycus. Tiếp giáp hố Fernelius ở vành bắc, hố Miller và hố Nasireddin ở phía tây. Hố Faraday chồng lên và gây hư hại ở vành tây, và hố này cũng bị chồng lên bởi nhiều hố nhỏ khác.

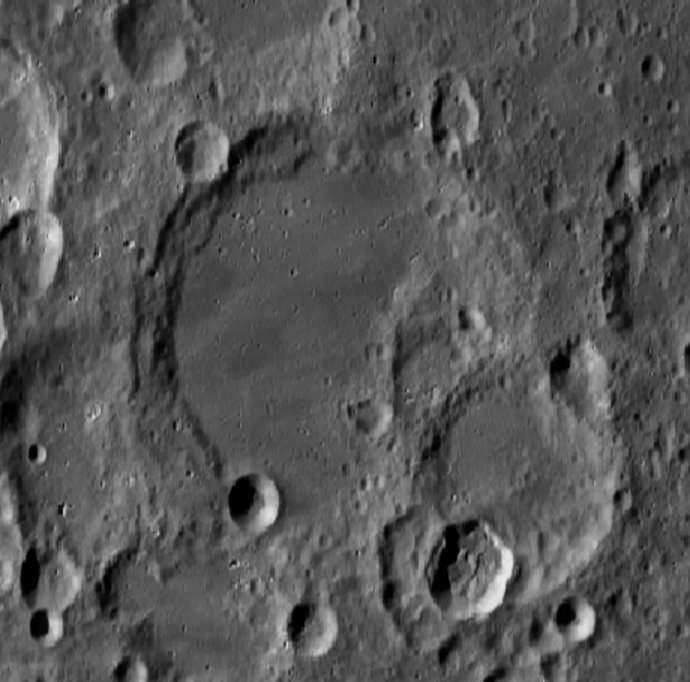
Hình từ LRO

Vành hố Stöfler bị xói mòn, nhưng lớp vành ngoài vẫn được giữ lại tương đối ngoại trừ bị chồng chéo bởi hố Faraday. Hố nhỏ Stöfler K va vào vành tây bắc, và hố Stöfler F hình thành một lỗ lõm ở vành tường trong ở phía tây nam.
Thềm hố được lấp đầy bởi dòng chảy dung nham cũng như ejecta từ vụ va chạm, thềm hố tương đối bằng phẳng ở nửa phía tây bắc. Đỉnh trung tâm của hố được cho rằng là đã bị chôn vùi. Thềm hố có suất phản chiếu thấp, làm hố dễ dàng được xác định hơn các hố khác xung quanh như thể nó có thềm tối. Dấu hiệu có hệ thống quang thiêu sáng từ hố Tycho, tọa lạc ở phía tây, có thể nhìn thấy dọc thềm hố.

## Hố vệ tinh
Theo quy ước, những tính chất này được xác định trên bản đồ khi đặt từng chữ cái là tâm của các hố vệ tinh gần với Stöfler nhất.
| Stöfler | Vĩ độ   | Kinh độ | Đường kính |
| ------- | ------- | ------- | ---------- |
| D       | 43.8° N | 4.3° Đ  | 54 km      |
| E       | 43.8° N | 5.8° Đ  | 16 km      |
| F       | 42.7° N | 4.9° Đ  | 18 km      |
| G       | 43.4° N | 2.0° Đ  | 20 km      |
| H       | 40.3° N | 1.7° Đ  | 27 km      |
| J       | 42.2° N | 2.4° Đ  | 76 km      |
| K       | 39.4° N | 4.2° Đ  | 19 km      |
| L       | 39.1° N | 7.8° Đ  | 17 km      |
| M       | 41.0° N | 8.1° Đ  | 9 km       |
| N       | 41.9° N | 6.6° Đ  | 14 km      |
| O       | 43.3° N | 1.3° Đ  | 9 km       |
| P       | 43.2° N | 7.3° Đ  | 33 km      |
| R       | 42.2° N | 1.8° Đ  | 6 km       |
| S       | 44.9° N | 5.8° Đ  | 9 km       |
| T       | 39.7° N | 8.2° Đ  | 5 km       |
| U       | 40.1° N | 9.6° Đ  | 5 km       |
| X       | 40.5° N | 5.5° Đ  | 3 km       |
| Y       | 39.9° N | 5.5° Đ  | 3 km       |
| Z       | 40.3° N | 3.2° Đ  | 4 km       |